# Trường Athena

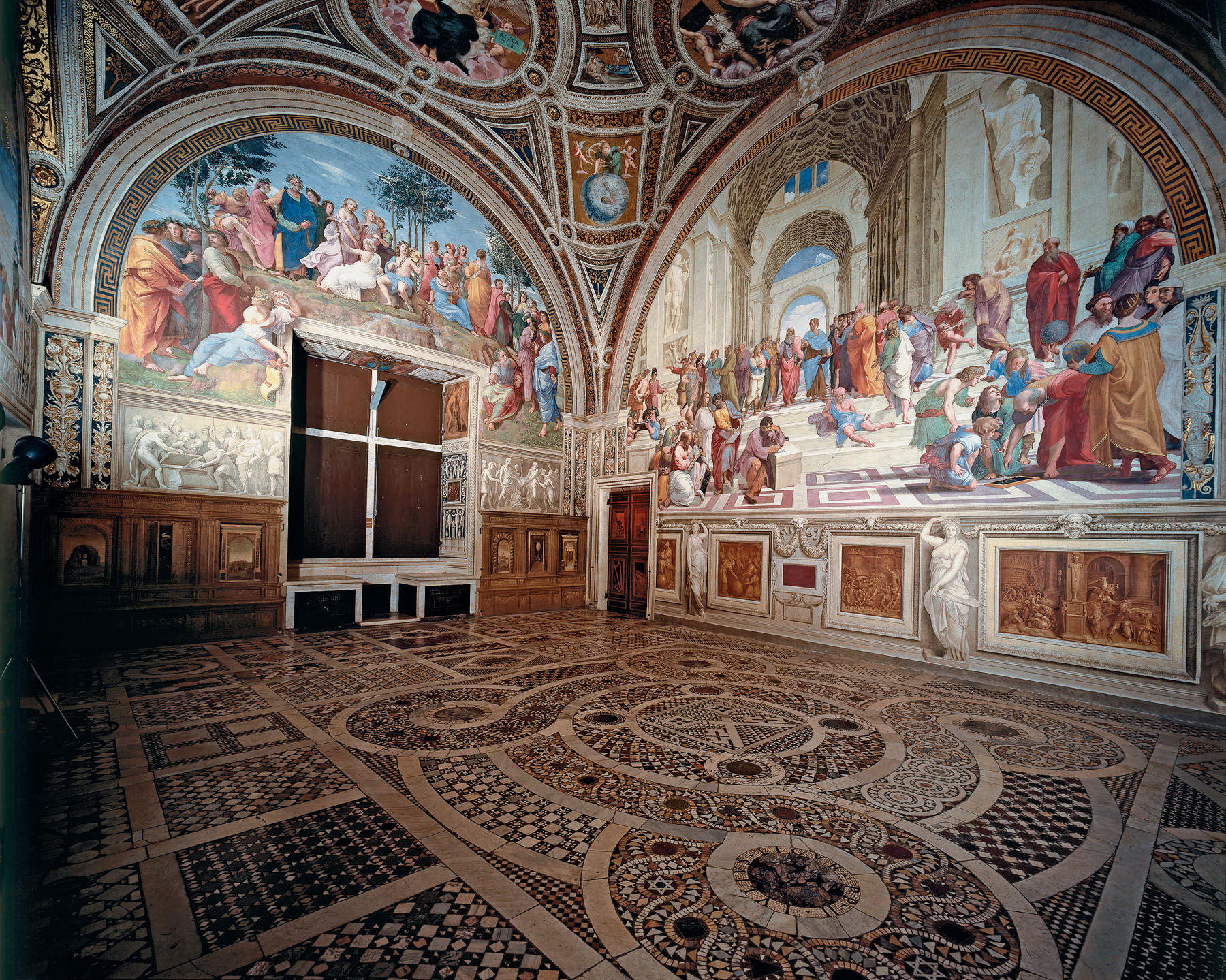
Vị trí của bức tranh Trường Athena trong Phòng Raffaello, bên phải

Trường Athena (tiếng Ý: La scuola di Atene; tiếng Anh: The School of Athens, trường ở đây có thể hiểu là trường học hay là trường phái) là một trong những bức tranh sơn dầu nổi tiếng nhất của họa sĩ thời kỳ Phục Hưng người Ý, Raphael. Bức bích họa được vẽ vào khoảng giữa những năm 1509 và 1511 như là một phần đơn đặt hàng Raphael để trang trí 4 căn phòng mà bây giờ được gọi là Phòng Raffaello (Stanze di Raffaello), trong Điện Tông Tòa ở Vatican. Phòng tòa án (Stanza della Segnatura) là căn phòng đầu tiên được trang trí, và tranh Trường Athena về chủ đề triết học, có lẽ là bức tranh thứ hai được hoàn thành ở đó, sau La Disputa (Thần học) trên bức tường đối diện và Parnassus (Văn chương). Từ lâu, bức tranh này đã được xem là "kiệt tác của Raphael và hiện thân hoàn hảo của tinh thần cổ điển của thời Phục hưng".
Tựa đề của bức tranh nói về các trường phái tư tưởng triết học nổi bật của Hy Lạp cổ đại, được trình bày bởi những người tiền nhiệm, đại diện tiêu biểu và những người kế thừa chính của họ. Ở trong tranh có hình ảnh nhiều triết gia Hy Lạp cổ đại, trung tâm của tranh là các nhà triết học Plato và Aristotle. Các bức tranh tường này tôn vinh trong ý nghĩa của Phục hưng những tư tưởng cổ đại như là nguồn gốc của văn hóa, triết học và khoa học của châu Âu.
Nội dung bức tranh ca ngợi Triết học Hy Lạp cổ đại. Nhân vật chính của bức tranh này là Plato và Aristotle. Hai người đang tranh luận về quan điểm triết học của mình, xung quanh có khoảng 50 nhân vật bao gồm những nhà triết học và học giả.
Tác phẩm thể hiện chiều sâu khi mở rộng không gian bức tường và nghệ thuật phối cảnh để làm nổi bật hình ảnh những nhân vật trung tâm. Tác giả vận dụng giải phẫu học để diễn tả đến chi tiết vẻ đẹp cơ thể của mỗi nhân vật.

## Các triết gia được vẽ trong Trường Athena
Bức ảnh được vẽ với những nhân dạng khá giống nhau (như Plato và Aristotle). Nhưng chúng ta có thể nhận ra họ như sau:

1: Zeno xứ Citium hay Zeno xứ Elea? –
2: Epicurus –
3: Frederick II, Quận công xứ Mantua? –
4: Anicius Manlius Severinus Boethius hay Anaximander hay Empedocles? –
5: Averroes –
6: Pythagoras –
7: Alcibiades hay Alexander Đại Đế? –
8: Antisthenes hay Xenophon? –
9: Hypatia xứ Alexandria hay Francesco Maria della Rovere thời trẻ? –
10: Aeschines hay Xenophon? –
11: Parmenides? –
12: Socrates –
13: Heraclitus (được vẽ giống như Michelangelo) –
14: Plato (được vẽ giống như Leonardo da Vinci) –
15: Aristotle –
16: Diogenes xứ Sinope –
17: Plotinus? –
18: Euclid hay Archimedes với những học trò của mình (được vẽ giống như Bramante)? –
19: Strabo hay Zoroaster? –
20: Ptolemy –
R: Raphael –
21: Il Sodoma

## Hình ảnh

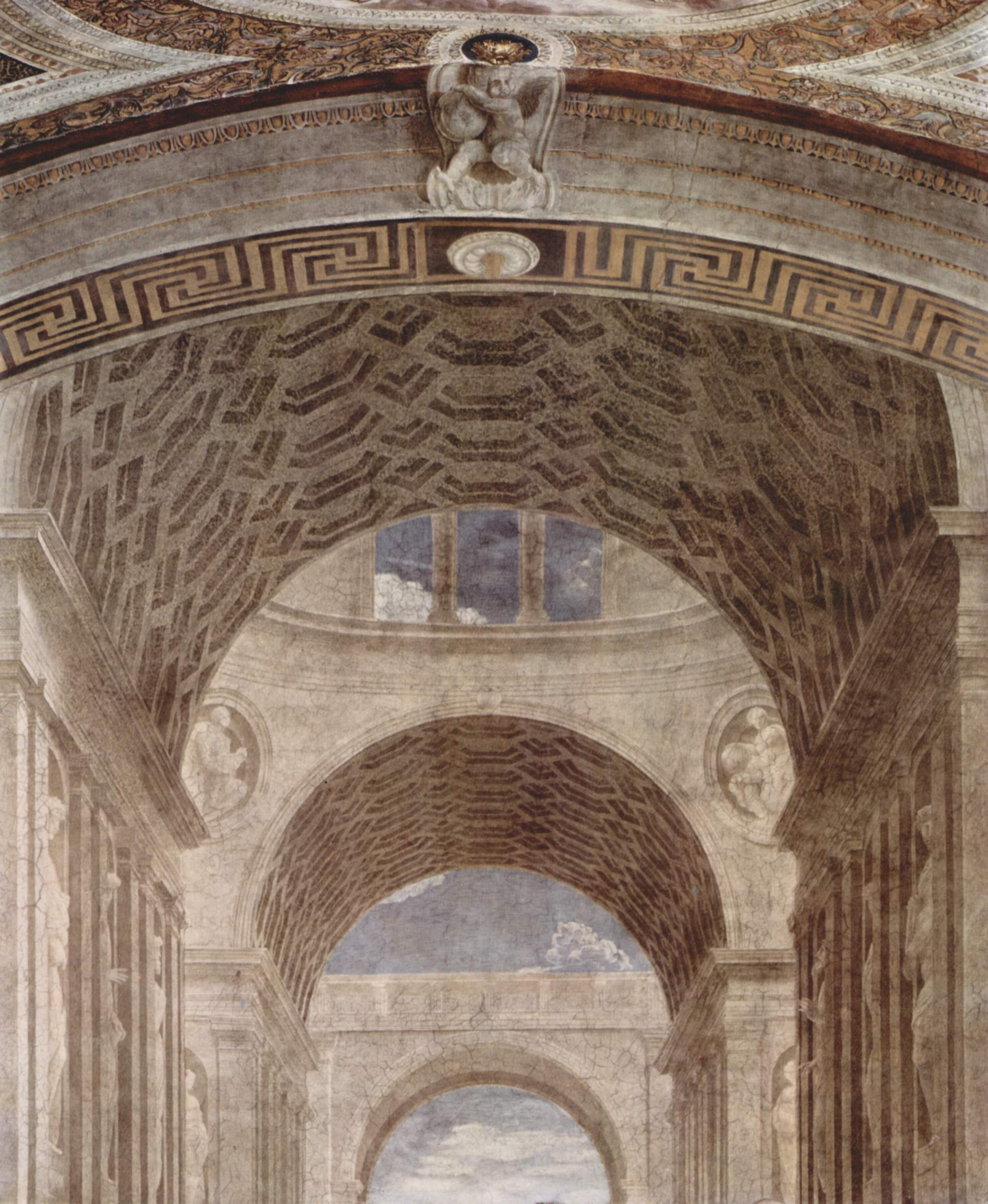
Kiến trúc
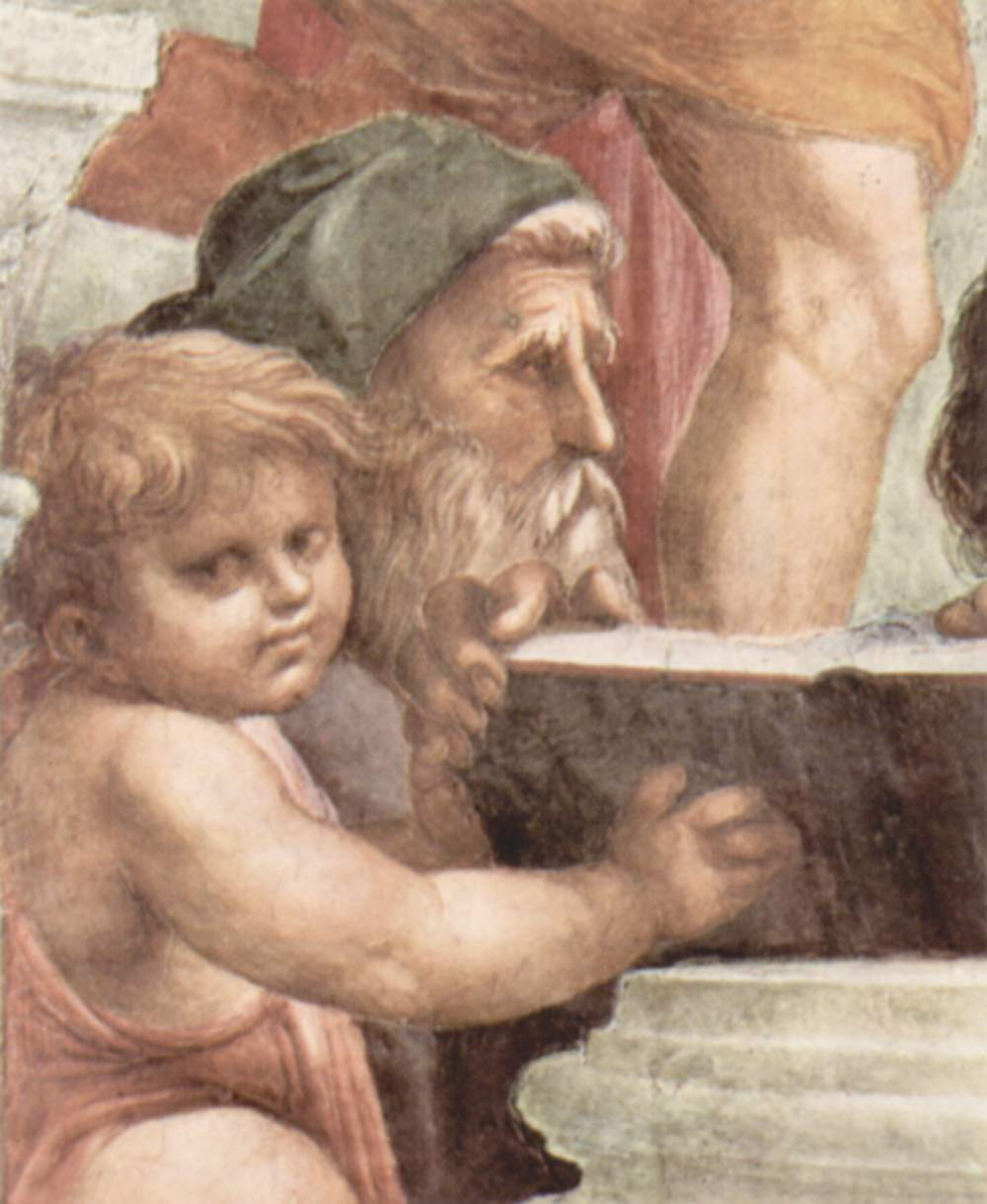
Zeno xứ Citium
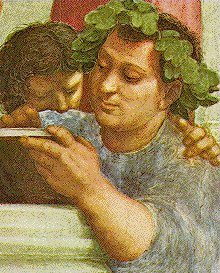
Epicurus
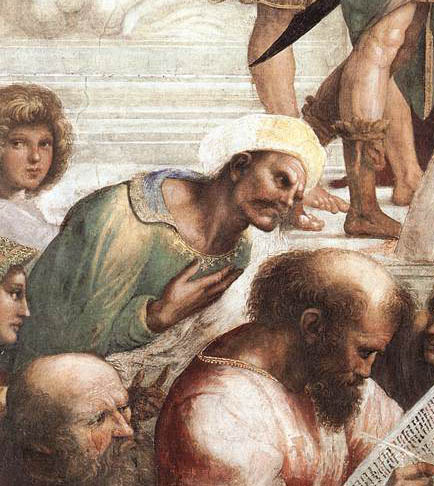
Averroes và Pythagoras
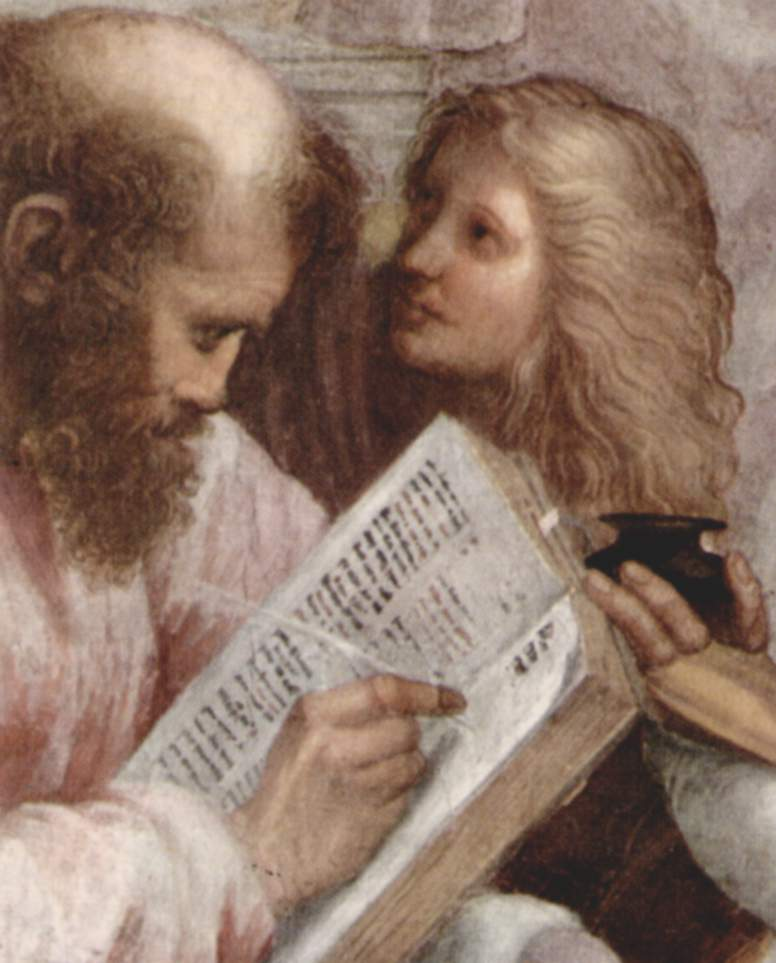
Pythagoras
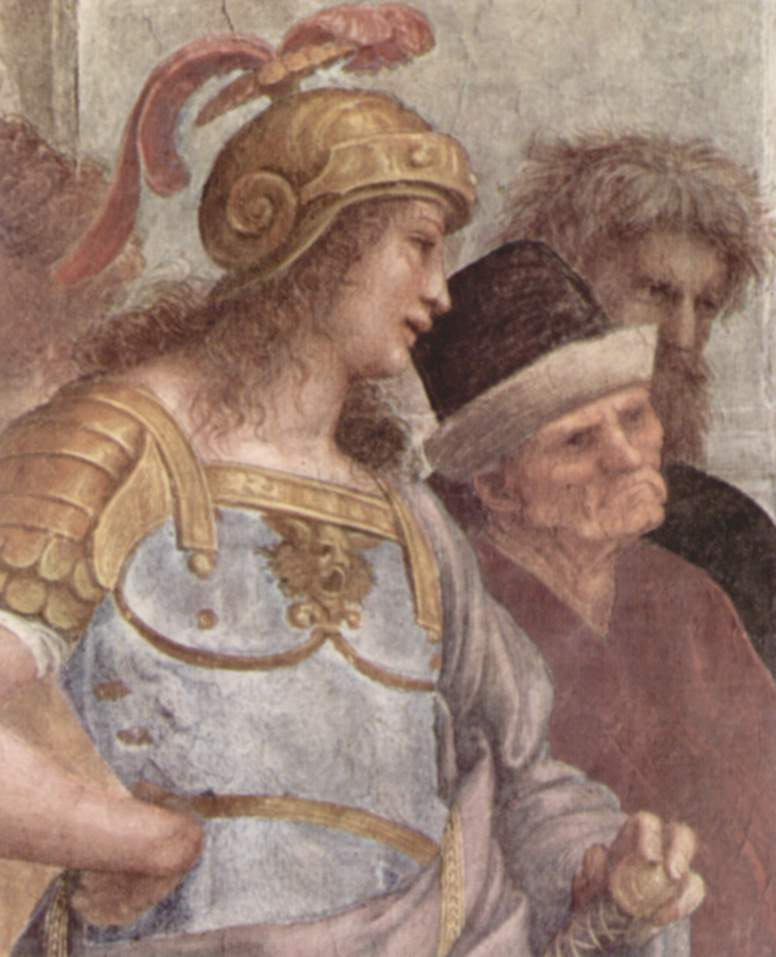
Alcibiades hay Alexandros Đại đế và Antisthenes hay Xenophon
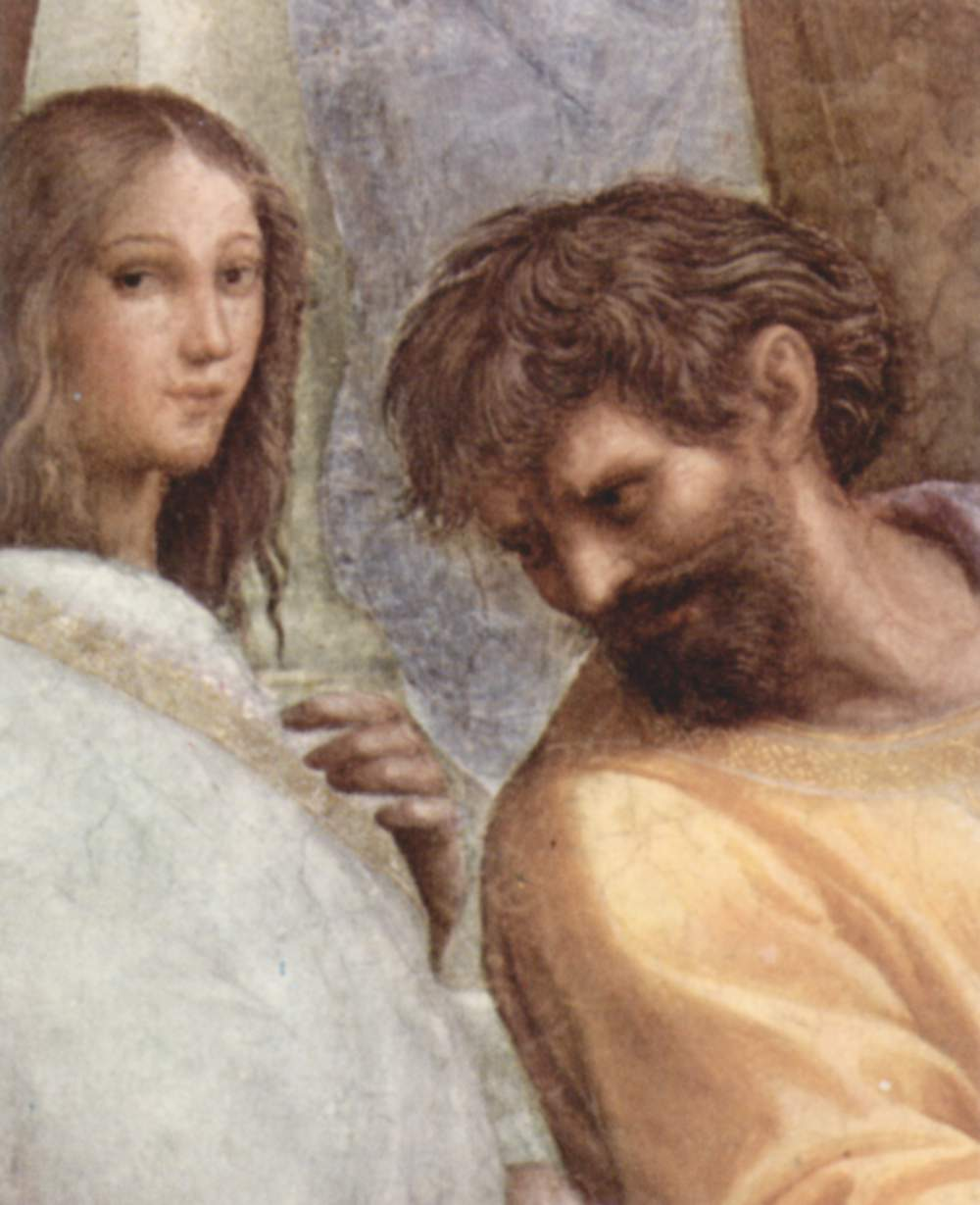
Francesco Maria I della Rovere hay Hypatia of Alexandria và Parmenides
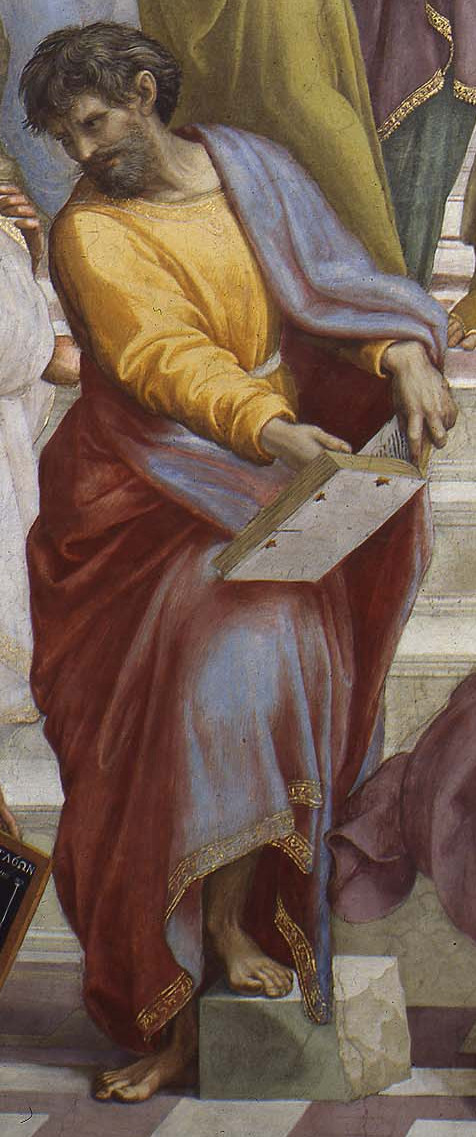
Parmenides
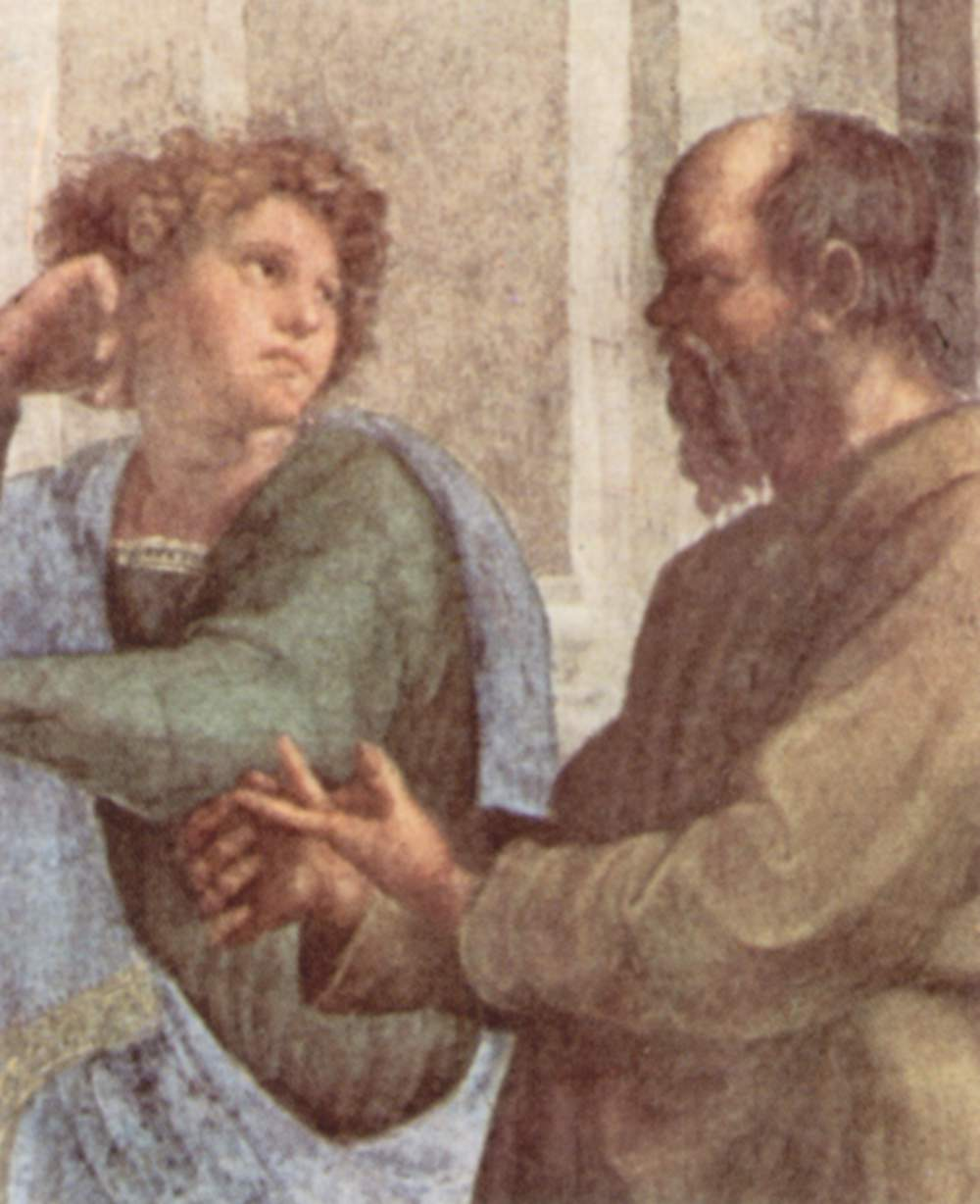
Aeschines và Socrates
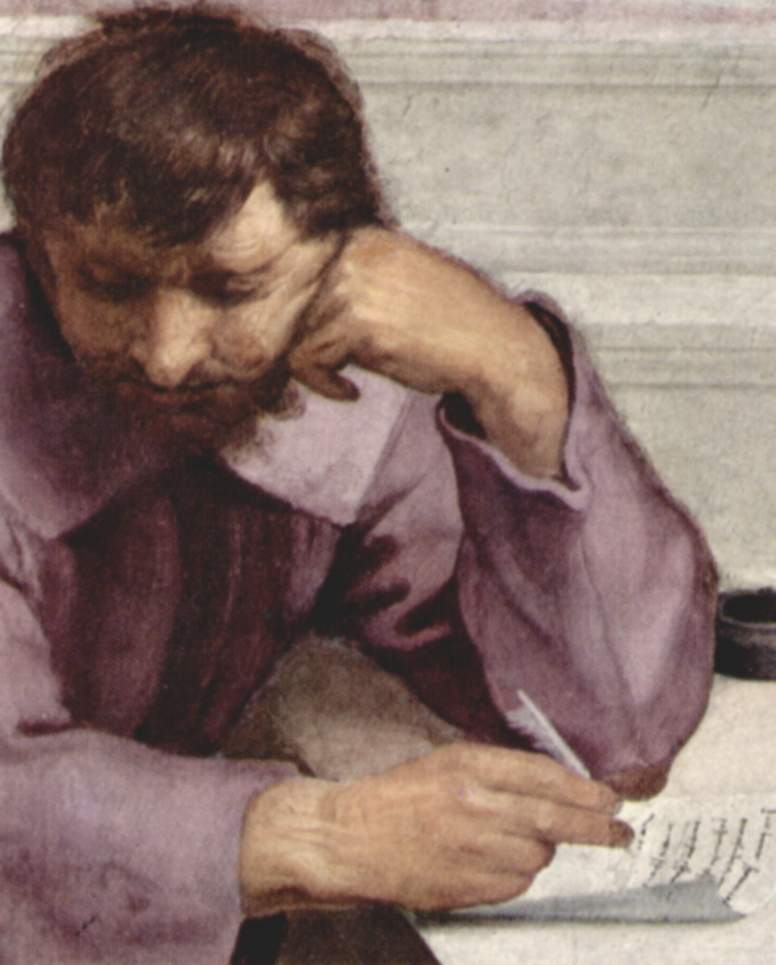
Heraclitus được vẻ giống Michelangelo
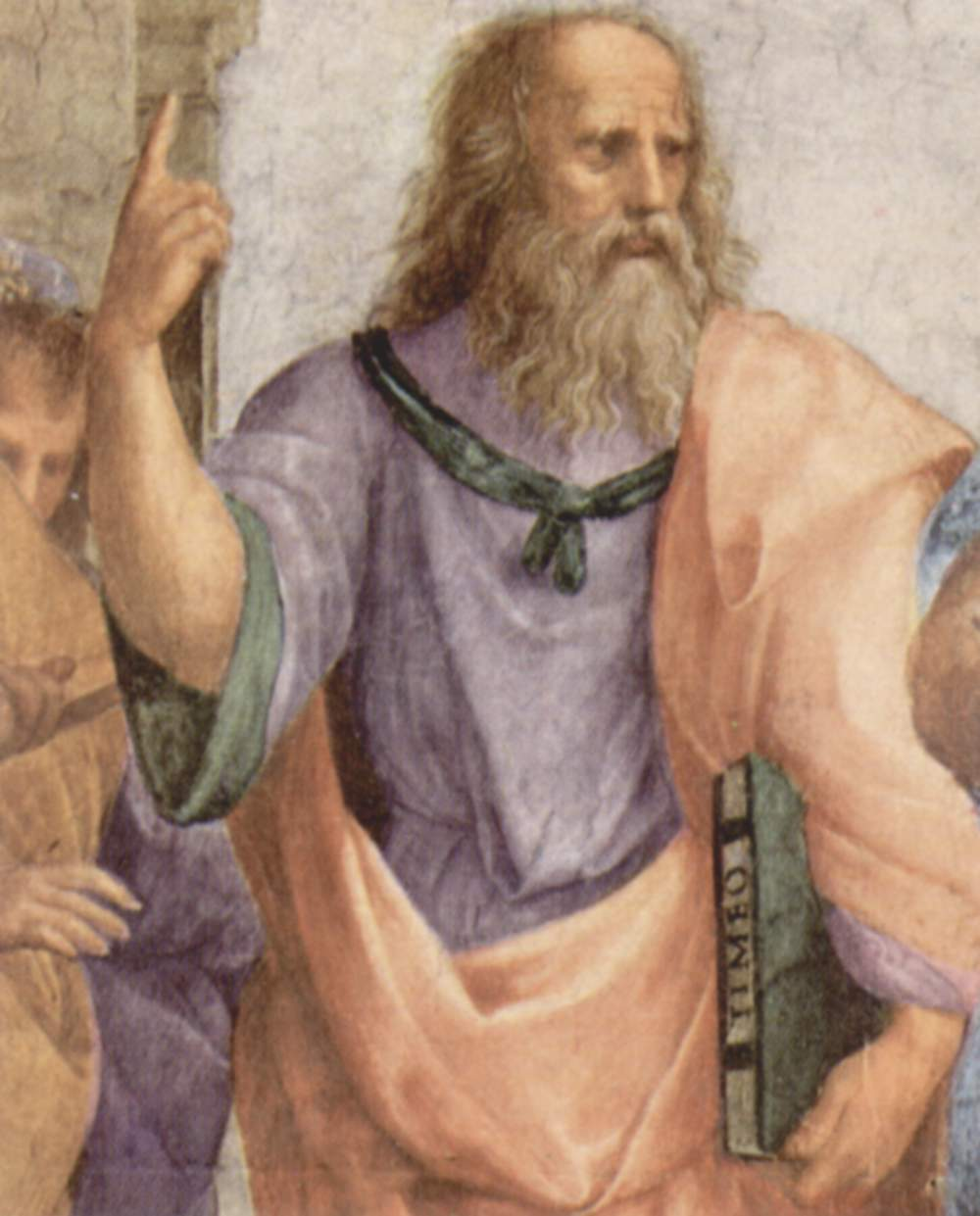
Plato được vẻ giống Leonardo da Vinci
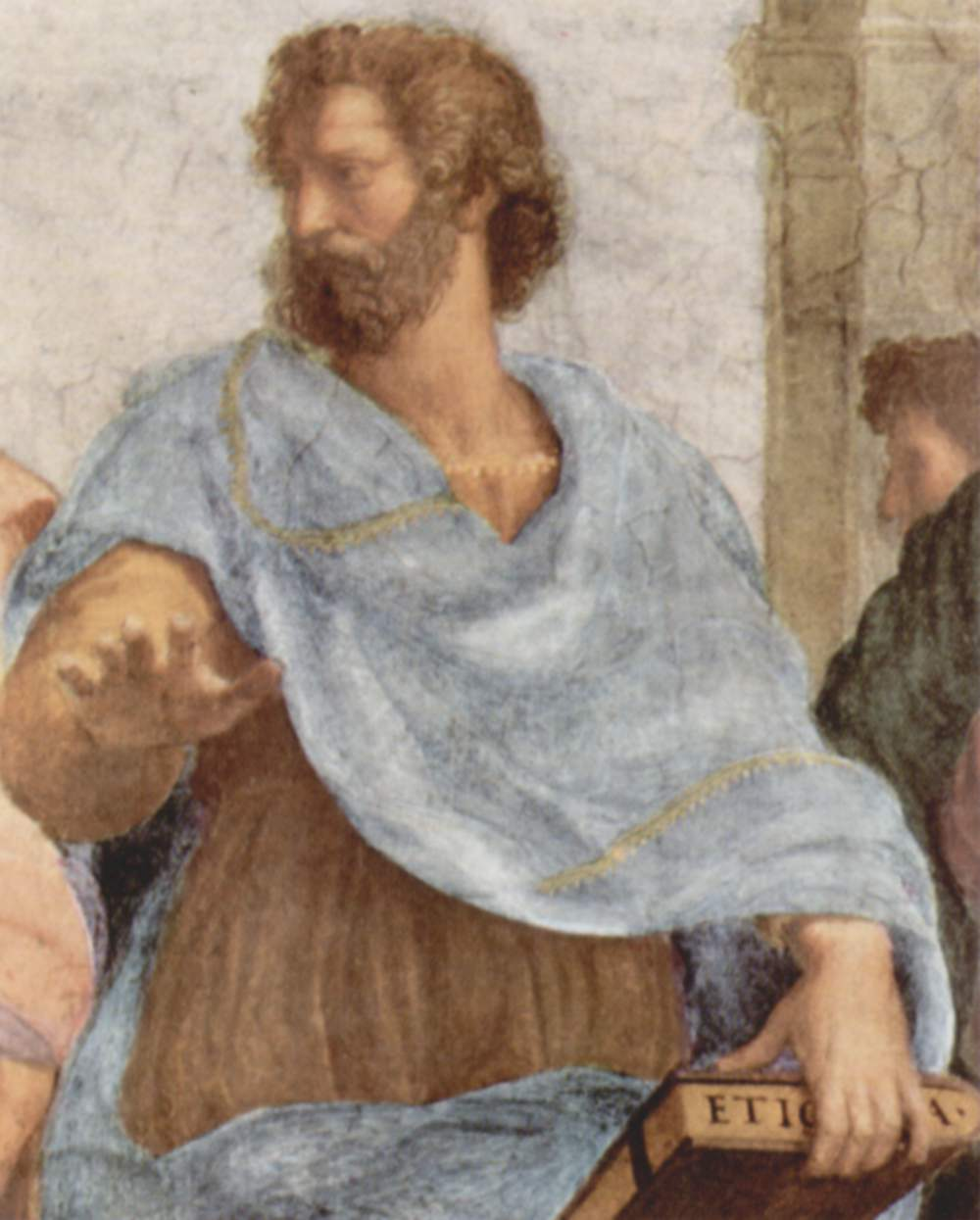
Aristotle
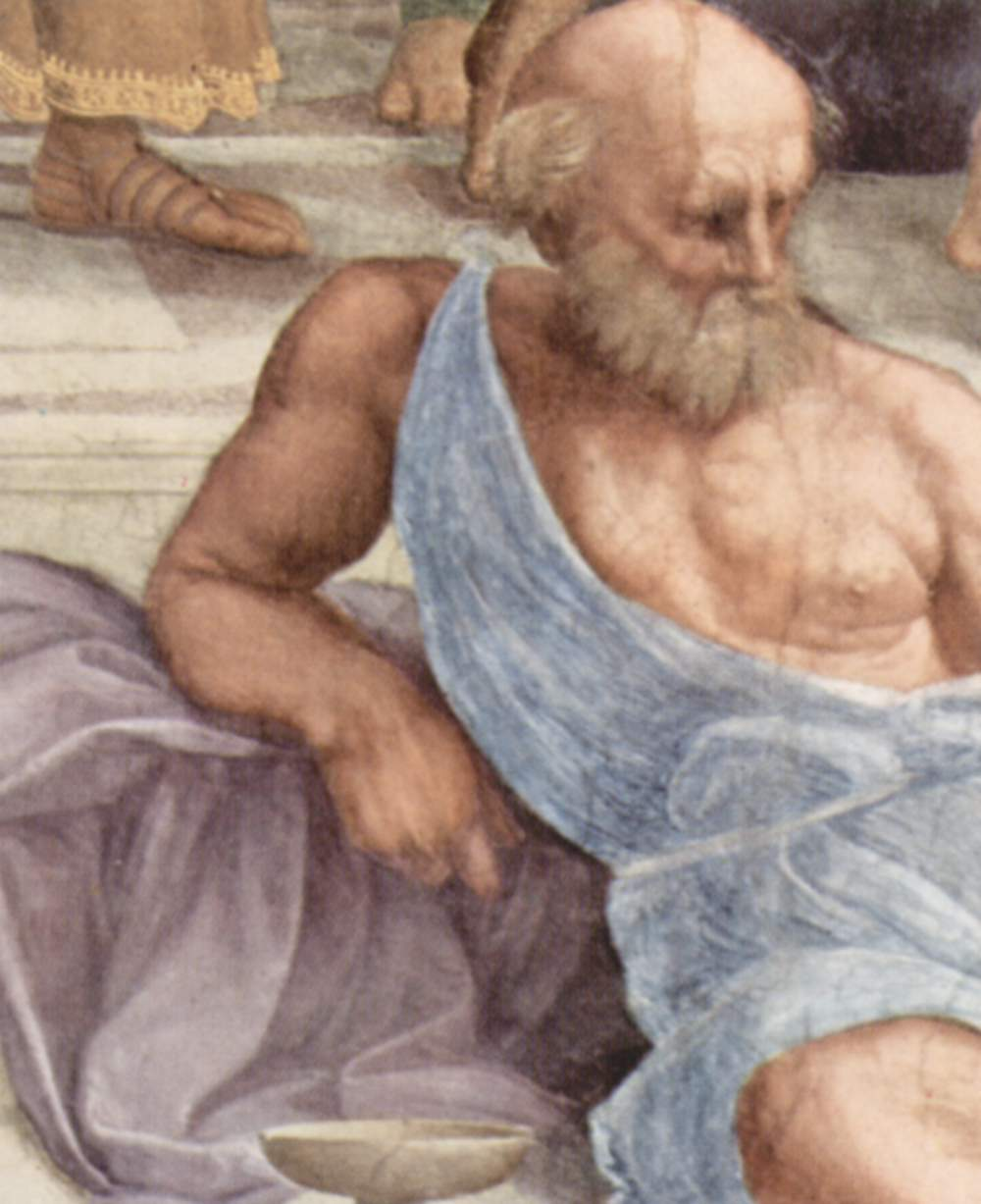
Diogenes
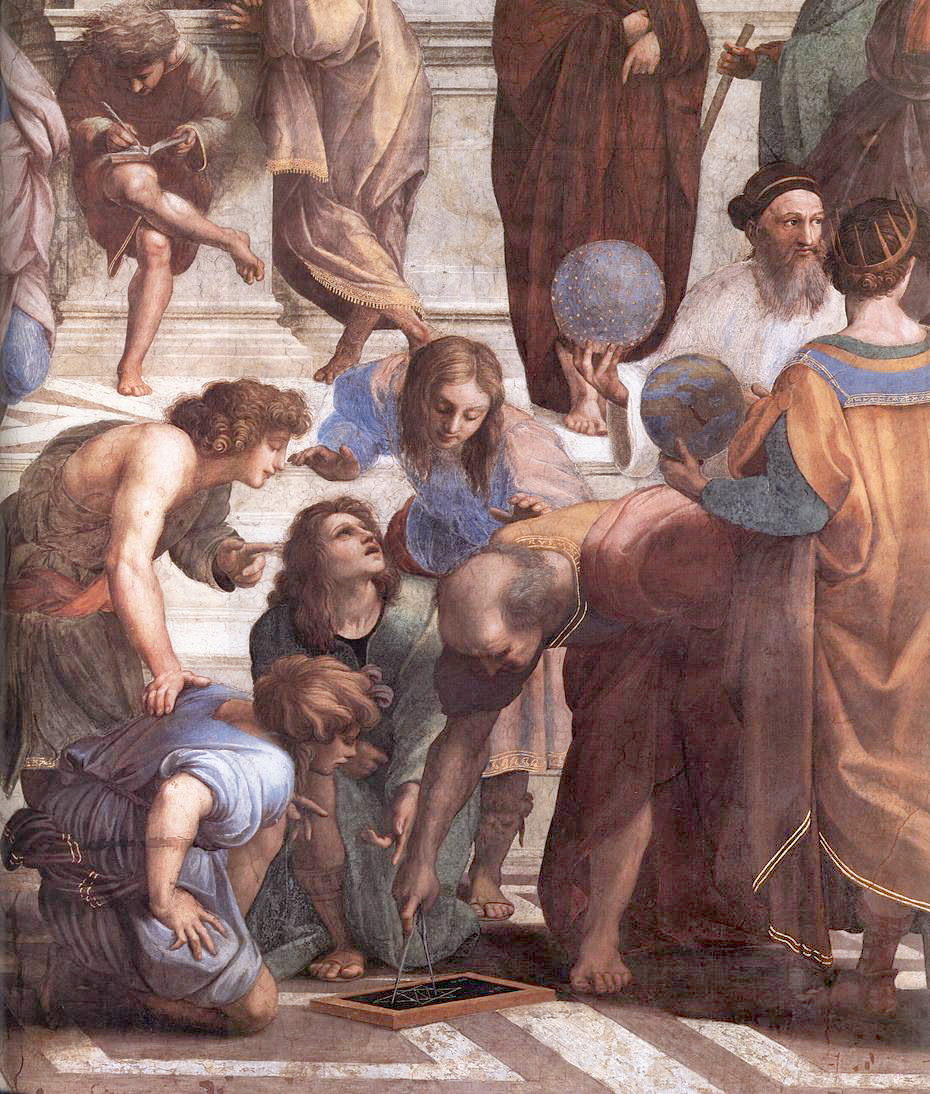
Euclid hay Archimedes được vẻ giống Bramante
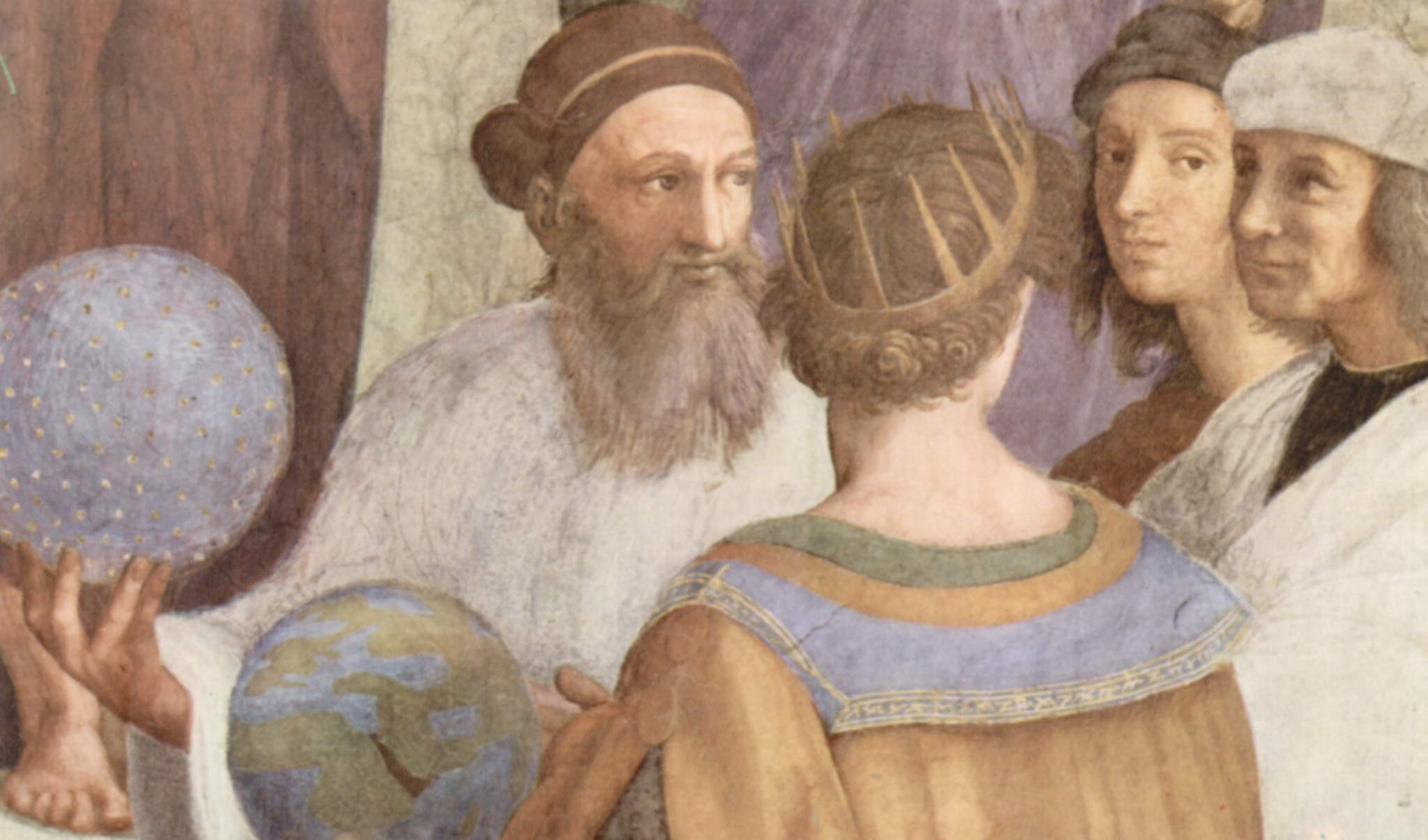
Zoroaster, Ptolemy, Apelles được vẻ giống Raphael và Perugino hay Timoteo Viti được vẻ giống Protogenes